# Тёле, Александр
Алекса́ндр Тёле́ (фр. Alexandre Teulet; 29 января 1807, Шарлевиль-Мезьер — 23 марта 1866, Шампиньи-сюр-Марн) — французский историк, медиевист, архивист.

## Биография

Layettes du trésor des chartes : de l'année 1224 à l'année 1246. 1868 г.

Сын наполеоновского генерала Раймонда Жана-Батиста Тёле, офицера ордена Почётного легиона.
В 1832 году окончил парижскую Национальную школу хартий. Стал работать в государственном архиве.
Составил список историков и летописцев Средневековья, напечатал ряд работ Эйнхарда и Бертрана де Салиньяка Фенелона.

## Избранная библиография
- Œuvres d’Eginhard, Paris, 1843 и 1857
- Layettes du Trésor des chartes. T.1, (С 755 по 1223 год), 1863
- Layettes du Trésor des chartes. T.2, (С 1224 по 1246 год), 1866
- Relations Politiques de la France Et de l’Espagne Avec l’Ecosse au Xvie Siecle